# Hans Höllrigl
Hans Höllrigl (* 20. Mai 1922 in Burglengenfeld; † 13. Februar 2005 ebenda) war ein deutscher Politiker (SPD).
Höllrigl verbrachte seine Schulzeit in Burglengenfeld, wo er auch eine Ausbildung zum Verwaltungsbeamten machte. Er besuchte einige Kurse und einen Volllehrgang bei der Bayerischen Verwaltungsschule. Im Zweiten Weltkrieg wurde er in den Arbeitsdienst und anschließend in den Kriegsdienst eingezogen, dabei mehrmals verwundet und schließlich von sowjetischen Truppen gefangen genommen, ehe er Ende 1949 entlassen wurde. Nach dem Krieg stieg er wieder in den Dienst der Stadt Burglengenfeld ein. Nach dem Ablegen einer Prüfung für den gehobenen Staats- und Gemeindeverwaltungsdienst wurde er geschäftsleitender Beamter und Kämmerer einer Industriegemeinde. 1956 wurde er in den Staatsdienst übernommen. Er leitete die Bauverwaltung, die staatliche Rechnungsprüfungsstelle beim Landratsamt in Ingolstadt und war zuletzt Fachprüfer der oberbayerischen Regierung. 1964 wurde er Mitarbeiter und Dozent der Georg-von-Vollmar-Akademie.
Höllring gehörte dem Kreistag und dem Stadtrat von Ingolstadt an und war Vorsitzender des Unterbezirks der SPD in Ingolstadt. Von 1966 bis 1970 war er Mitglied des Bayerischen Landtags. Die Wiederwahl 1970 misslang zwar, doch rückte er 1972 für Rudolf Schöfberger nach. Nachdem er 1974 wieder aus dem Landtag ausgeschieden war, gehörte er diesem noch einmal von 1978 bis 1982 an.